# Hôtel de ville du Touquet-Paris-Plage
L'hôtel de ville du Touquet-Paris-Plage, construit en 1931, est situé boulevard Daloz, dans la commune du Touquet-Paris-Plage dans le département du Pas-de-Calais, en région Hauts-de-France.

## Construction
L'hôtel de ville a été construit en 1931, par l'entreprise Delcourt Frères, sur les plans des architectes Louis Debrouwer et Pierre Drobecq. Louis Debrouwer, auteur de l'hôtel de ville de Calais et Pierre Drobecq, sont aussi les auteurs du fastueux Royal Picardy.
La maçonnerie est en matériaux de la région : pierres de Baincthun et d'Hydrequent (hameau rattaché aujourd'hui à Rinxent). La hauteur du beffroi est de 38 mètres. Il contient une horloge monumentale équipée de carillons qui sonnent, depuis 1931, les quarts et les demies. On y entend le célèbre air du carillon appelé Westminster Quarters de Big Ben de la tour horloge du palais de Westminster à Londres.
Le plan du nouvel hôtel de ville reprend le principe des mairies prestigieuses, construites au XIXe siècle, dans lesquelles un grand vide central relègue les services administratifs dans une position secondaire et latérale. Destiné plus à la réception mondaine qu'au travail administratif, la décoration du grand hall, baptisé salle des fêtes, illustre la réunion des deux communautés : les fresques historiques de Jeanne Thil représentent, l'une Charles VIII (roi de France) et Henri VII (roi d'Angleterre) venant signer le traité d'Étaples, l'autre l'amiral Huc Quiéret visitant sa flotte dans la baie de la Canche. Le corps principal du bâtiment est flanqué d'un beffroi et les différentes façades allient au gothique anglais, les pans de bois cimentés et les pignons artésiens, à force de détails spectaculaires d'appareillages de briques et de pierres.
Le bâtiment et le sol de la parcelle sur laquelle il s'élève font l’objet d’un classement au titre des monuments historiques depuis le 28 mai 2014, après avoir l'objet d'une inscription partielle par arrêté du 12 mai 1997 et d'une inscription en totalité par arrêté du 7 octobre 2013.

## Inauguration
Le décor sophistiqué de l'hôtel de ville, rapidement édifié grâce à l'emploi du béton armé, est inauguré le 27 juin 1931 dans le cadre des fêtes franco-britanniques par Pierre Cathala, sous-secrétaire d'état au ministère de l'intérieur et Paul Peytral, préfet du Pas-de-Calais. La journée est ponctuée par une cérémonie au cimetière britannique d'Étaples le matin, un banquet au Royal Picardy à 13 h, un concert à 16 h, un thé à 17 h 30 et enfin, à 20 h, le banquet officiel à l'Hermitage. Lors de son discours, le maire Léon Soucaret, tente d'y justifier ses choix esthétiques et le coût de l'investissement :

« La municipalité, en faisant de gros efforts d'urbanisme, aide le gouvernement dans sa tâche civilisatrice. Car si le goût du luxe nuit au développement moral de l'individu, la recherche de l'hygiène et l'amour du beau sont le propre de l'homme civilisé. C'est par une manifestation d'art architectural que la municipalité a voulu couronner son œuvre d'embellissement. Dans un centre d'élégance française où se réunit l'élite de plusieurs nations, il fallait pour l'accueillir, un salon vaste et somptueux. »

Il est intéressant de reproduire ce qu'écrit un autre journal local L'Express dans son numéro du 18 juillet 1931 : 

« Que nos lecteurs nous excusent ! Nous ne pouvons leur donner sur huit colonnes, le compte-rendu de l'inauguration de l'hôtel de ville. Pour l'homme de la rue, qui n'assista ni au banquet du Royal Picardy, ni à celui de l'hermitage, non plus au thé du restaurant du casino de la forêt, cette inauguration n'offrit qu'un maigre intérêt. Quelques discours prononcées au milieu du brouhaha, un superbe concert de la Garde républicaine, un feu d'artifice, le soir, au jardin public, voila les seules réjouissances qui furent offertes à la population touquettoise à l'occasion de l'inauguration de son hôtel de ville qui, paraît-il, symbolise magnifiquement l'essor du Touquet. Un discours fut prononcé par le maire, M. Cathala y répondit assez longuement. Il eut pour notre maire, quelques mots aimables, mais contrairement à l'attente générale, nulle ne vit sortir de ses poches le moindre ruban... Il y eut cependant des décorations : celles des rues Saint-Jean et de Paris. MM. Sagot, Maillot et Briaux en furent les artisans. Nos félicitations »

## Restauration

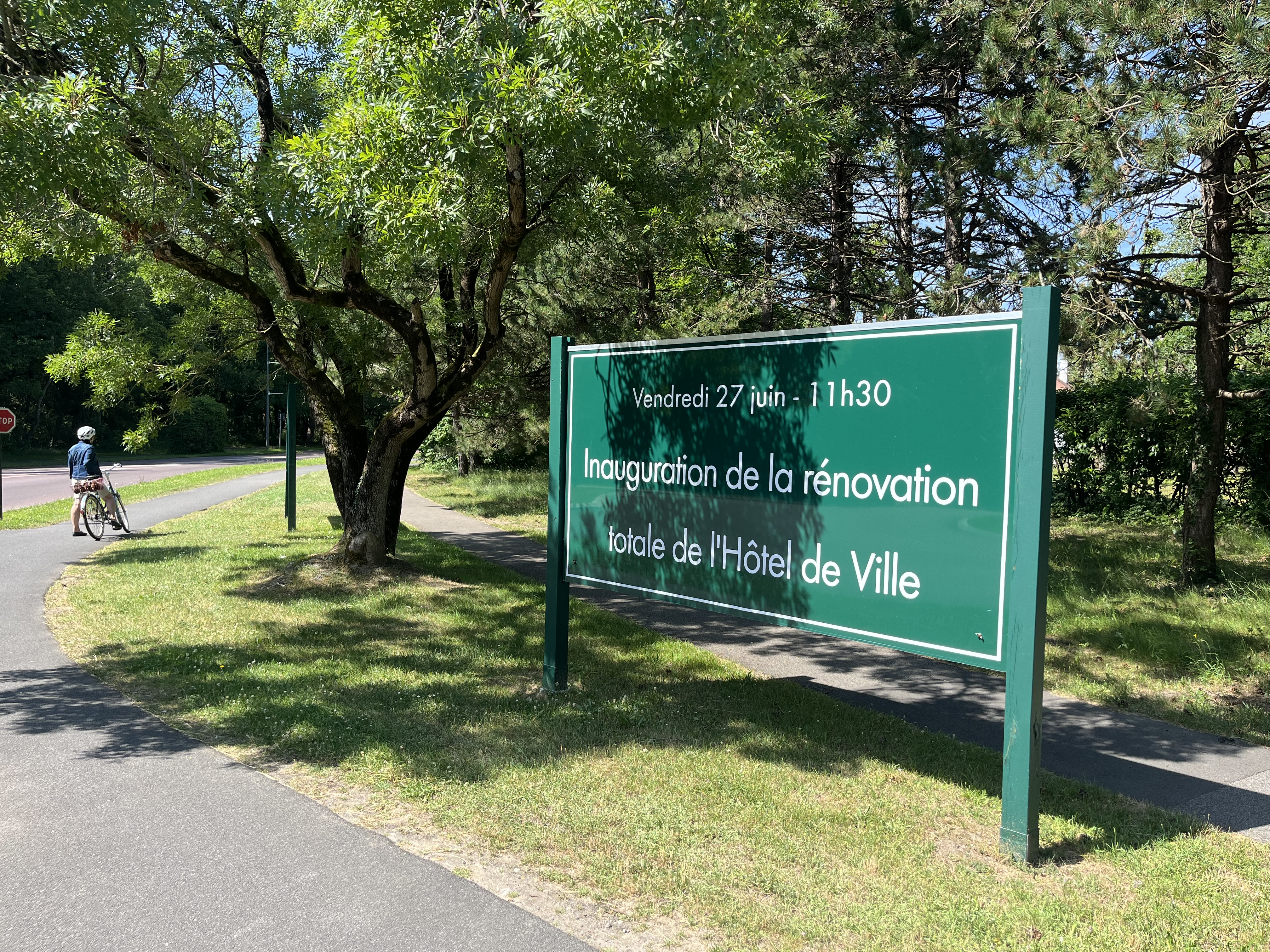

Depuis 2015, la ville du Touquet-Paris-Plage a entamé une démarche de restauration de l’hôtel de ville. L’autorisation de travaux a été donnée par la DRAC le 18 mai 2019, à l’issue d’une concertation avec l’ensemble des services de l’État (Direction régionale des Affaires culturelles, architecte des bâtiments de France et laboratoire de recherche des monuments historiques). Le coût estimatif total du projet s’élève à 7 751 294 euros (HT), les travaux de rénovation de l’hôtel de ville seront réalisés en fonction des possibilités budgétaires de la commune et en tenant compte de l’attribution de subventions par les différentes institutions, en complément, une souscription sera lancée par le biais de la Fondation du patrimoine et le conseil municipal a voté le dépôt d’une demande d’attribution du label et l’adhésion de la ville à cette même fondation. Le chantier se déroulera en huit tranches, La première phase concernant la restauration du beffroi pour un montant prévisionnel de 2 227 964 euros (HT) s'est achevée en 2022, suivie des tranches deux et trois. Les tranches quatre et cinq, la toiture et la façade est, débutent à l'été 2023 et doivent s'achever au printemps 2024.
En juin 2023, la suite des travaux est lancée par l'installation d'une structure acier au-dessus du toit de l'hôtel de ville, ces travaux devraient se terminer en 2025/2026.
Les travaux de restauration se terminent avec un an d'avance, et une fête est prévue le 27 juin 2025, soit 94 ans, jour pour jour, après son inauguration.
L'inauguration de la restauration totale de l'hôtel de ville, en présence de la ministre déléguée chargée de la Ruralité Françoise Gatel, aux côtés du maire Daniel Fasquelle et de Brigitte Macron, se déroule le 27 juin 2025, soit 94 ans, jour pour jour, après l'inauguration lors de sa construction. Alain Holuigue, secrétaire perpétuel de la Société académique du Touquet-Paris-Plage rend un hommage particulier à Lucien Ougen, gardien de phare au Touquet-Paris-Plage, en présence de sa famille, qui, dans la nuit du 2 au 3 septembre 1944, sauva, par son courage, l'hôtel de ville de sa destruction par les allemands chargés de le dynamiter,.

Inauguration de la rénovation totale de l'hôtel de ville le 27 juin 2025
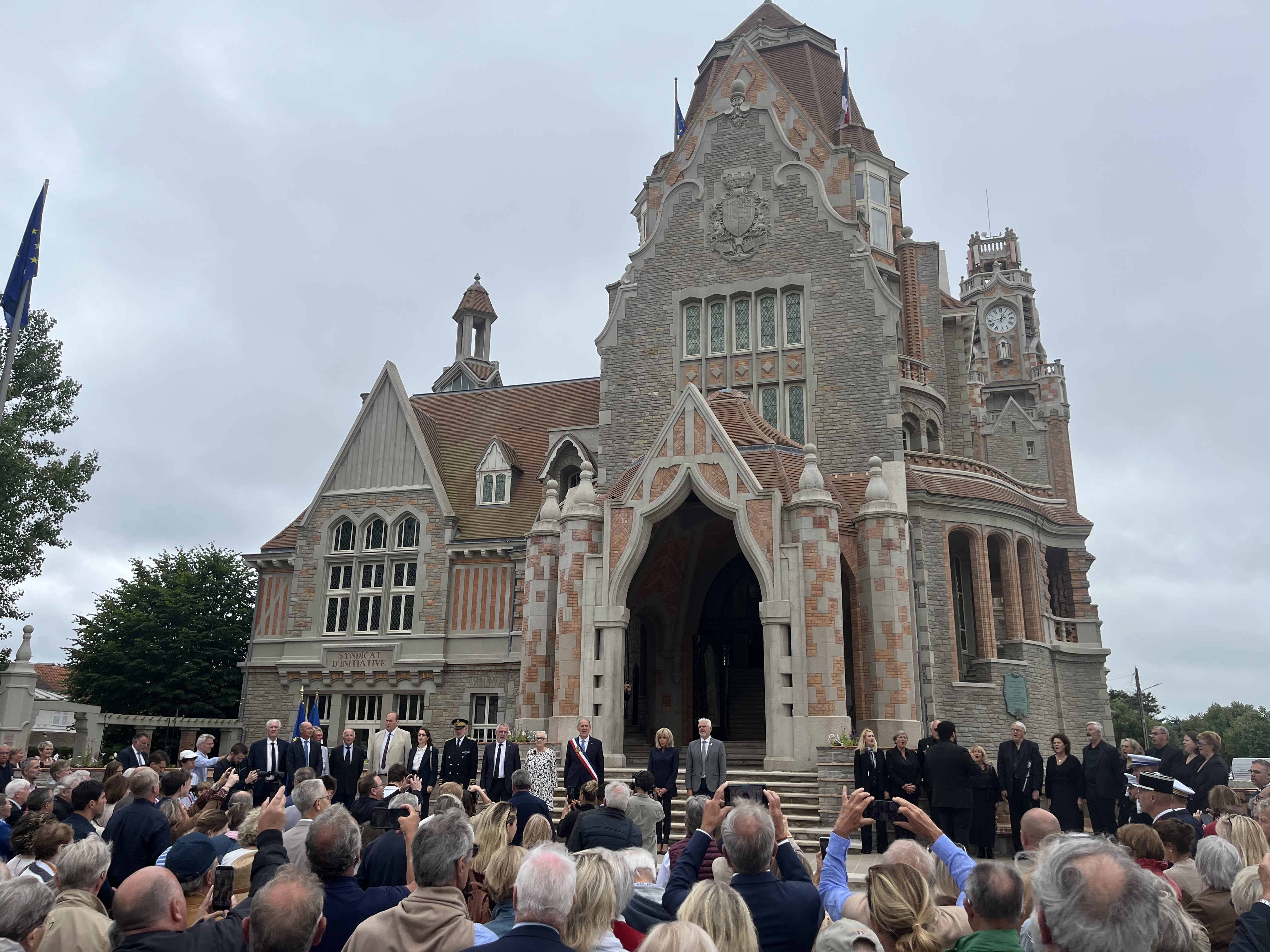
Les personnalités et la foule sur le parvis.
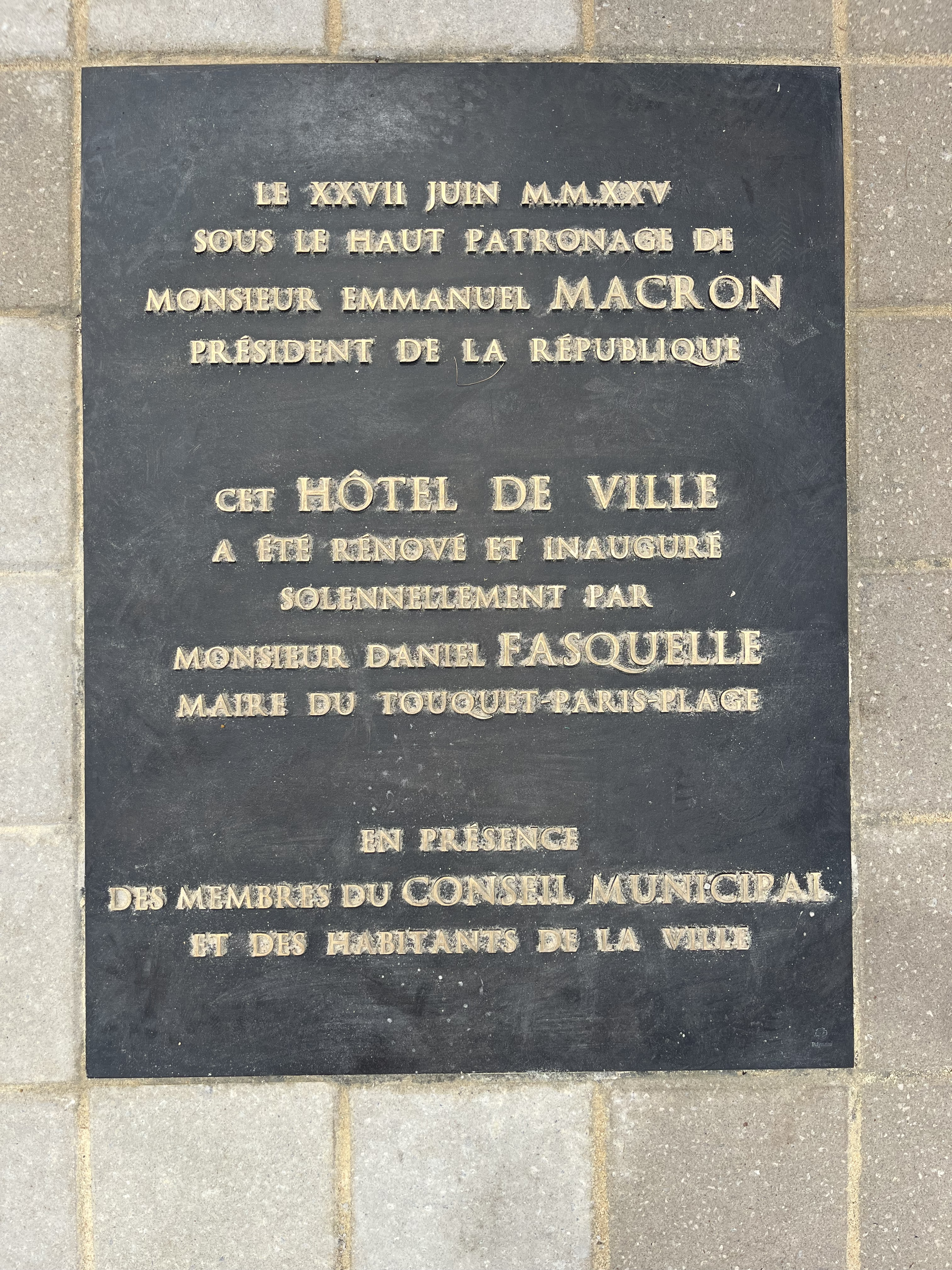
La plaque commémorative.
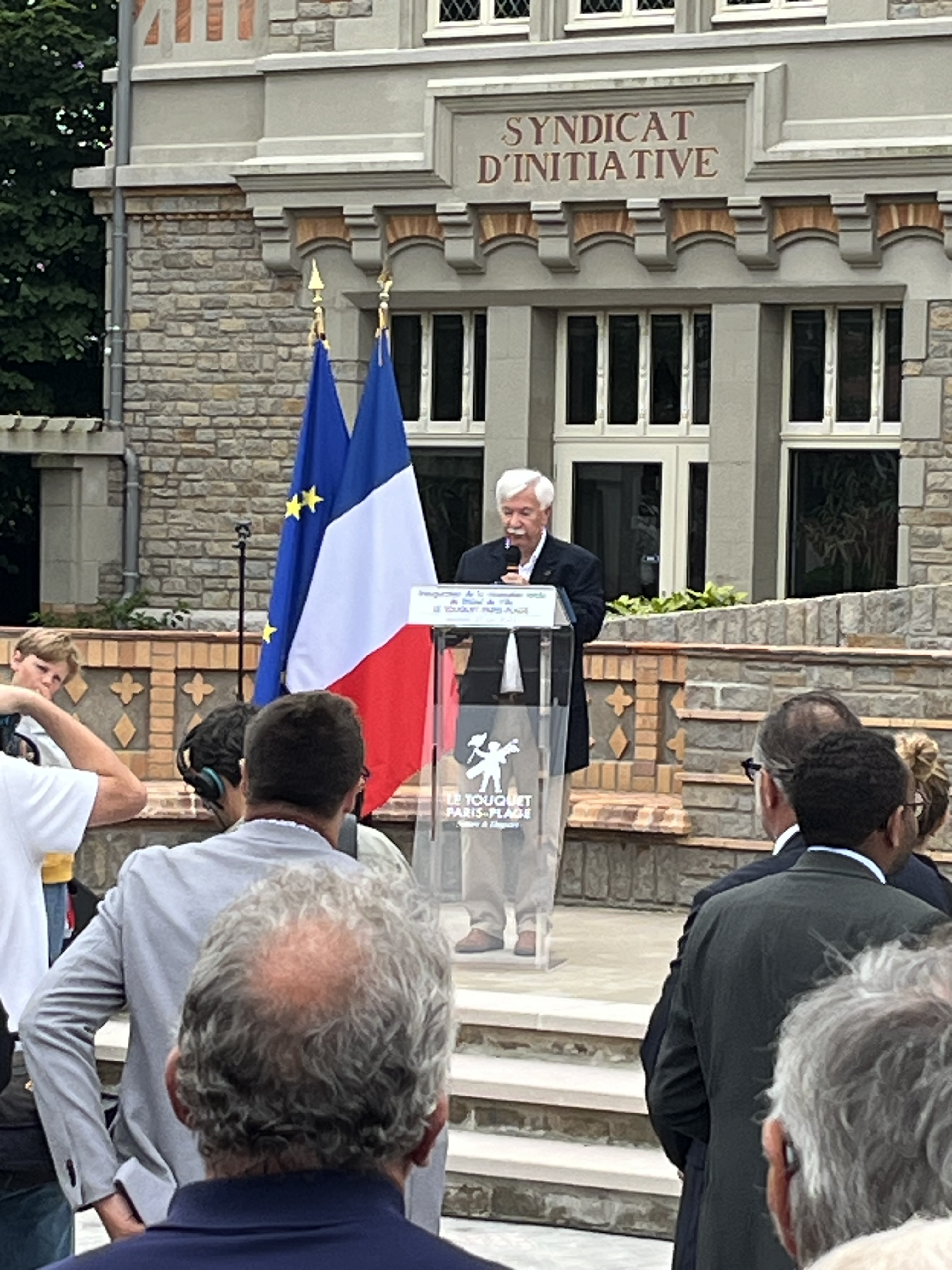
L'hommage à Lucien Ougen.
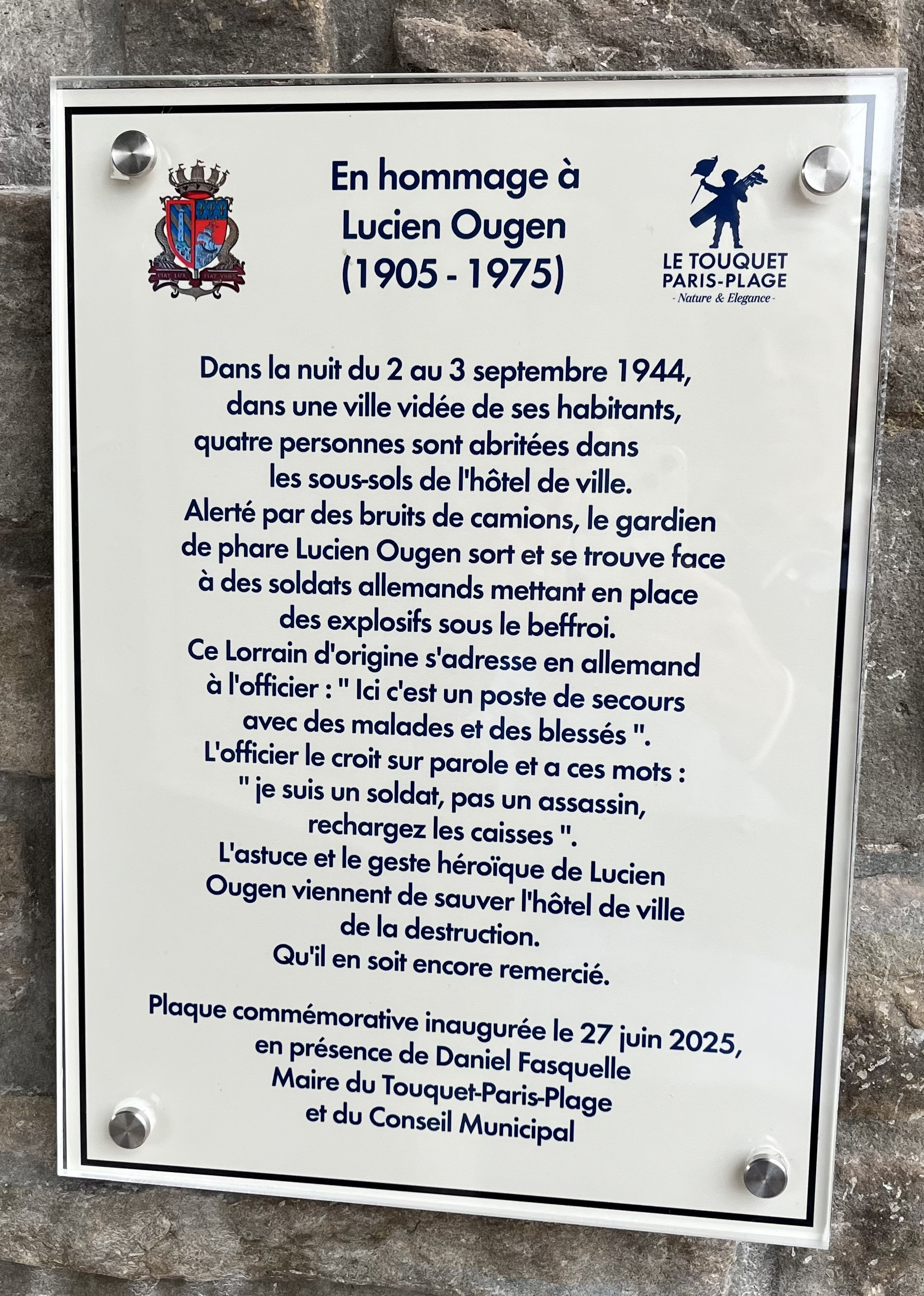
La plaque en hommage à Lucien Ougen.

## Historique
Le 6 juin 1901, le conseil municipal de Cucq (dont dépend Paris-Plage) se transporte dans la station et se réunit dans l'école communale de la rue de Londres, l'adjoint nouvellement élu Louis Hubert y est installé à Paris-Plage. Édouard Lévêque dit :

« de ce jour, l'école communale devint le modeste hôtel de ville de Paris-Plage »

En mars 1912, Le Touquet-Paris-Plage est érigé en commune, la nouvelle mairie est installée villa Les Moucherons angle sud-ouest des rues de Londres et de Bruxelles.
Le 28 avril 1928 le conseil municipal vote la construction de l'actuel hôtel de ville sur un terrain acquis vingt ans plus tôt par la municipalité de Cucq et c'est un temple républicain qui remplace le temple protestant imaginé dans le projet de Mayville de John Whitley, face à l'église. La première pierre est posée le 16 avril 1929 par Léon Soucaret maire de la commune.

## Pour approfondir